# Ана Митгуч
Ана Митгуч (на немски: Anna Mitgutsch) е австрийска писателка и литературоведка, автор на романи и есета.

## Биография
Ана Митгуч е родена на 2 октомври 1948 г. в Линц, Горна Австрия. Следва в Университета на Залцбург англицистика и германистика.
Предприема множество пътувания в Югоизточна Азия и Близкия Изток. Живее дълтго време в Израел, а от 1971 до 1973 г. преподава в английските университети Hull University и University of East Anglia.
През 1974 г. защитава дисертация в Университета на Залцбург върху английската поезия на 60-те години и става доктор по философия. От 1975 до 1978 г. е научен асистент в Института по американистика при Университета на Инсбрук. През 1978/1979 г. е гост-професор по английска литература в Ewha Women's University, Сеул, а от 1979 до 1985 г. преподава немски език и литература в Amherst College, Масачузетс, Sarah Lawrence College, Ню Йорк, Tufts University и Simmons College, Бостън.
През 90-те години е писател-резидент в Oberlin College, Охайо, Lafayette College и Allegheny College, Пенсилвания.
Ана Митгуч живее като писател на свободна практика в Линц с няколко многогодишни пребивевания в Бостън, САЩ.

## Награди и отличия
- 1985: „Награда Братя Грим“
- 1986: „Културна награда на провинция Горна Австрия“ (за литература)
- 1992: „Награда Антон Вилдганс“
- 1996: Österreichischer Förderpreis für Literatur
- 2000: „Австрийска награда за художествена литература“
- 2001: „Литературна награда на Золотурн“
- 2004: Kunstwürdigungspreis der Stadt Linz
- 2007: Heinrich-Gleißner-Preis
- 2015: Почетен доктор на Университета в Залцбург[1]
- 2016: „Награда Йохан Беер“ für ihren Roman Die Annäherung
- 2016: „Австрийска награда за книга“ (номинация)